# متاکسیا سیمونیان
متاکسیا میهرانی سیمونیان (ارمنی: ՄԵՏԱՔՍՅԱ Միհրանի ՍԻՄՈՆՅԱՆ؛ انگلیسی: Metaksia Mihrani Simonyan؛ زاده ۲۱ ژانویهٔ ۱۹۲۶ – درگذشته ۱۱ اوت ۱۹۸۷) یک بازیگر اهل ارمنستان بود. وی بین سال‌های ۱۹۴۷ تا ۱۹۷۳ میلادی فعالیت می‌کرد.

## زندگی‌نامه
وی در۲۱ ژانویهٔ ۱۹۲۶ در عشق‌آباد زاده شد و در سال ۱۹۴۸ از انستیتو دولتی سینما و تئاتر ایروان فارغ‌التحصیل شد. سیمونیان در فرهنگستان دولتی تئاتر سوندوکیان فعالیت می کرد. وی همچنین برندهٔ جوایزی همچون هنرمند مردمی ارمنستان شوروی، هنرمند شایسته ارمنستان شوروی، نشان پرچم سرخ کار، نشان دوستی، نشان دوستی خلق، جایزه استالین، جایزه هنرمند مردمی اتحاد جماهیر شوروی (۱۹۸۱)  (۱۹۶۵) شده‌است. سیمونیان در ۱۱ اوت ۱۹۸۷ در سن ۶۱ سالگی در ایروان درگذشت و در آرامستان مرکزی ایروان (توخماخ) به خاک سپرده شد.

## گزیده فیلمشناسی
از فیلم‌ها یا برنامه‌های تلویزیونی که وی در آن نقش داشته‌است می‌توان به آثار زیر اشاره کرد.
- آناهیت (۱۹۴۷)
- دختر دشت آرارات (۱۹۴۹)
- سایات‌نووا (۱۹۶۰)
- ستاره امید (۱۹۷۸)
- چشمه هغنار

## نگارخانه

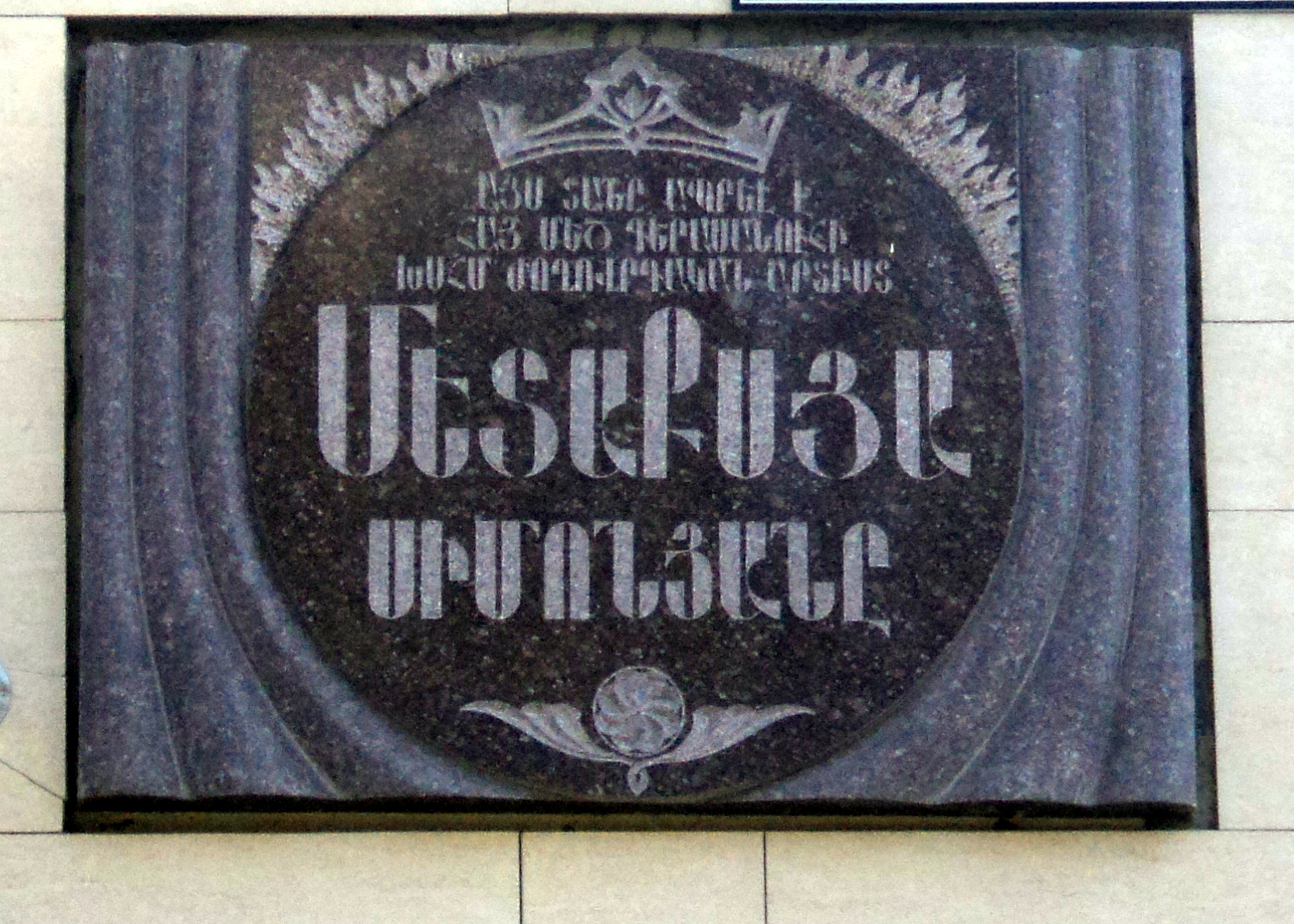